# Halové mistrovství Evropy v atletice 1986

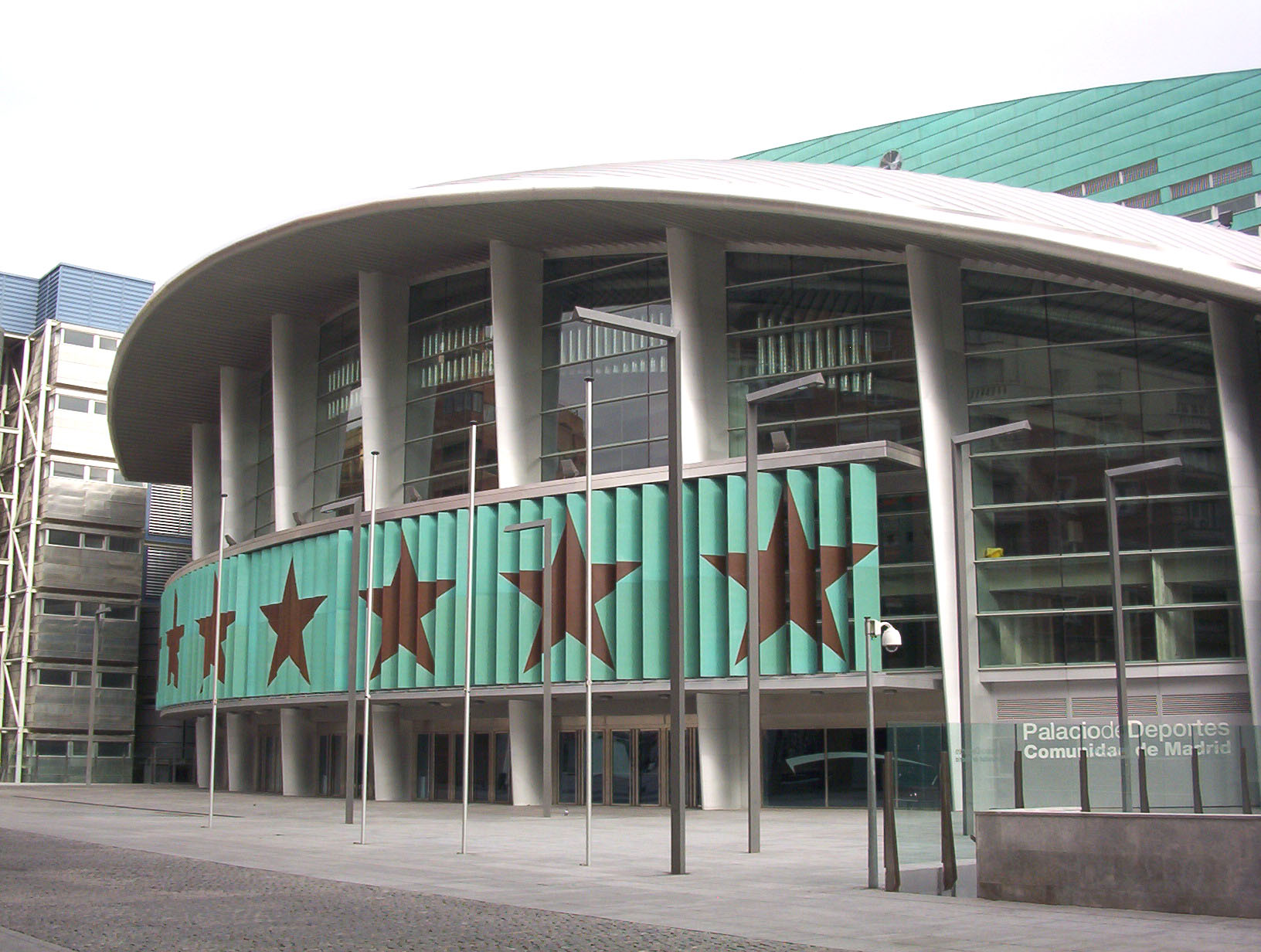
Hala Palacio de Deportes

17. Halové mistrovství Evropy v atletice se uskutečnilo ve španělském Madridu ve dnech 22. února – 23. února 1986 v hale Palacio de Deportes. Na programu bylo 22 disciplín (12 mužských a 10 ženských).
V též hale se konaly již Evropské halové hry v roce 1968. Později se zde uskutečnil i osmadvacátý ročník halového ME v roce 2005.

## Medailisté

### Muži
| Soutěž        | Zlato                      | Stříbro                    | Bronz                                  |
| ------------- | -------------------------- | -------------------------- | -------------------------------------- |
| 60 m          | Ronald Desruelles 6,61     | Steffen Bringmann 6,64     | Bruno Marie-Rose 6,65                  |
| 200 m         | Linford Christie 21,10     | Alexandr Jevgeněv 21,18    | Nikolaj Razgonov 21,48                 |
| 400 m         | Thomas Schönlebe 46,98     | José Alonso 47,12          | Mathias Schersing 47,59                |
| 800 m         | Peter Braun 1:48,96        | Colomán Trabado 1:49,12    | Thierry Tonnelier 1:49,51              |
| 1500 m        | José Luis González 3:44,55 | José Luis Carreira 3:45,07 | Han Kulker 3:46,46                     |
| 3000 m        | Dietmar Millonig 7:59,08   | Stefano Mei 7:59,12        | João Campos 7:59,15                    |
| 60 m př.      | Javier Moracho 7,67        | Daniele Fontecchio 7,70    | Holger Pohland 7,71                    |
| Skok do výšky | Dietmar Mögenburg 2,34 m   | Carlo Thränhardt 2,31 m    | Eddy Annys 2,28 m Geoff Parsons 2,28 m |
| Skok o tyči   | Atanas Tarev 5,70 m        | Marian Kolasa 5,70 m       | Philippe Collet 5,65 m                 |
| Skok daleký   | Robert Emmijan 8,32 m      | László Szalma 8,24 m       | Jan Leitner 8,17 m                     |
| Trojskok      | Māris Bružiks 17,54 m      | Alexandr Plechanov 17,21 m | Béla Bakosi 16,93 m                    |
| Vrh koulí     | Werner Günthör 21,51 m     | Sergej Smirnov 20,36 m     | Marco Montelatici 20,11 m              |

### Ženy
| Soutěž        | Zlato                      | Stříbro                    | Bronz                         |
| ------------- | -------------------------- | -------------------------- | ----------------------------- |
| 60 m          | Nelli Coomanová 7,00       | Marlies Göhrová 7,08       | Silke Gladischová 7,14        |
| 200 m         | Marita Kochová 22,58       | Ewa Kasprzyková 22,96      | Kirsten Emmelmannová 23,28    |
| 400 m         | Sabine Buschová 51,40      | Petra Müllerová 51,59      | Ann-Louise Skoglundová 52,40  |
| 800 m         | Sigrun Wodarsová 1:59,89   | Cristeana Mateiová 2:01,54 | Slobodanka Čolovičová 2:03,28 |
| 1500 m        | Světlana Kitovová 4:14,25  | Taťána Lebondová 4:14,29   | Mitiča Junghiatuová 4:15,00   |
| 3000 m        | Ines Bibernellová 8:52,52  | Yvonne Murrayová 9:01,31   | Regina Čisťakovová 9:01,72    |
| 60 m př.      | Cornelia Oschkenatová 7,79 | Anne Piquereauová 7,89     | Kerstin Knabeová 7,90         |
| Skok do výšky | Andrea Bieniasová 1,97 m   | Gabriele Günzová 1,94 m    | Larisa Kosicynová 1,94 m      |
| Skok daleký   | Heike Drechslerová 7,18 m  | Helga Radtkeová 6,94 m     | Jelena Kokonovová 6,90 m      |
| Vrh koulí     | Claudia Loschová 20,48 m   | Heidi Kriegerová 20,21 m   | Mihaela Loghinová 19,07 m     |

## Medailové pořadí
| Umístění | Stát           | Zlato | Stříbro | Bronz | Celkem |
| -------- | -------------- | ----- | ------- | ----- | ------ |
| 1.       | NDR            | 9     | 6       | 5     | 20     |
| 2.       | Sovětský svaz  | 3     | 4       | 4     | 11     |
| 3.       | NSR            | 3     | 1       | 0     | 4      |
| 4.       | Španělsko      | 2     | 3       | 0     | 5      |
| 5.       | Velká Británie | 1     | 1       | 1     | 3      |
| 6.       | Belgie         | 1     | 0       | 1     | 2      |
| 6.       | Nizozemsko     | 1     | 0       | 1     | 2      |
| 8.       | Bulharsko      | 1     | 0       | 0     | 1      |
| 8.       | Rakousko       | 1     | 0       | 0     | 1      |
| 8.       | Švýcarsko      | 1     | 0       | 0     | 1      |
| 11.      | Itálie         | 0     | 2       | 1     | 3      |
| 12.      | Polsko         | 0     | 2       | 0     | 2      |
| 13.      | Francie        | 0     | 1       | 3     | 4      |
| 14.      | Rumunsko       | 0     | 1       | 2     | 3      |
| 15.      | Maďarsko       | 0     | 1       | 1     | 2      |
| 16.      | Československo | 0     | 0       | 1     | 1      |
| 16.      | Jugoslávie     | 0     | 0       | 1     | 1      |
| 16.      | Portugalsko    | 0     | 0       | 1     | 1      |
| 16.      | Švédsko        | 0     | 0       | 1     | 1      |